# Todor Dinov
Todor Dinov (Alessandropoli, 24 luglio 1919 – Sofia, 17 giugno 2004) è stato un animatore e regista bulgaro.
Dinov è nato da una famiglia bulgara nella città di Alessandropoli (Dedeağaç in bulgaro) nella Tracia occidentale, Grecia. 

## Formazione
Ha terminato gli studi a Plovdiv, in Bulgaria. Successivamente, ha studiato animazione presso l'Istituto di Cinematografia Gerasimov (VGIK) di Mosca sotto la guida di animatori sovietici illustri come Ivan Ivanov-Vano. 

## Biografia
Dinov ha creato il suo primo film d'animazione, Yunak Marko (Marko, l'eroe), nel 1955. Probabilmente il suo più noto film d'animazione in Occidente è il cortometraggio Margaritka (La margheritina, 5 minuti), realizzato tra il 1964 e il 1965. Il film mostra un ometto stilizzato che sta cercando di strappare e poi di tagliare una margherita e non riuscendovi, infuriato, cerca metodi sempre più brutali contro il fiore. Alla fine, la margherita si lascia cogliere solo dall'amore di una bambina. Margaritka ha vinto il premio quale miglior film bulgaro per bambini. Il corto è stato presentato in vari festival internazionali, tra cui Lipsia, Buenos Aires, Ankara, Vienna, Chicago, Cannes, riscuotendo entusiastici consensi di pubblico.
Nel 1967 è stato membro della giuria della V° edizione del Festival cinematografico internazionale di Mosca.
Dinov ha fondato il primo studio di animazione in Bulgaria, stabilendo più elevati standard di qualità professionale per la produzione di animazione. In seguito, ha insegnato corsi di animazione presso il National Academy of Theatre and Film Art (NAFTA) di Sofia. Dinov è stato anche un membro dell'Accademia bulgara delle scienze.
Nel 1999 viene assegnato a Dinov il più alto riconoscimento bulgaro: la medaglia dell'Ordine di Stara Planina (prima classe). Nel 2003 ha ricevuto il Crystal Award Pyramid alla carriera dall'Unione Filmaker bulgara.
Prese parte alla mostra L'animazione Bulgara dal 1970 ad oggi, nell'ambito della XII edizione del Film Festival Visionaria, che ebbe luogo al Santa Maria della Scala di Siena nel 2003, grazie a Sergio Micheli, e all'ideazione, il coordinamento e l'organizzazione di Barbara Mottola, comprendente, oltre agli autori storici dell'animazione e del disegno di quel paese, tra cui Rumen Petkov, Don'o Donev, Ivan Veselinov, Anri Kulev ed altri e la mostra personale delle pitture e dei rodovetri di Slav Bakalov. Nell'ambito della rassegna si tenne anche un'ampia selezione di film d'animazione.